# Suro (Kalibagor)
Suro is een bestuurslaag in het regentschap Banyumas van de provincie Midden-Java, Indonesië. Suro telt 3679 inwoners (volkstelling 2010).